# Hypercompe ocularia
Hypercompe ocularia är en fjärilsart som beskrevs av Fabricius 1775. Hypercompe ocularia ingår i släktet Hypercompe och familjen björnspinnare. Inga underarter finns listade i Catalogue of Life.